# CCDC134
CCDC134 (англ. Coiled-coil domain containing 134) – білок, який кодується однойменним геном, розташованим у людей на довгому плечі 22-ї хромосоми. Довжина поліпептидного ланцюга білка становить 229 амінокислот, а молекулярна маса — 26 561.
| 10         |  | 20         |  | 30         |  | 40         |  | 50         |
| ---------- |  | ---------- |  | ---------- |  | ---------- |  | ---------- |
| MDLLQFLAFL |  | FVLLLSGMGA |  | TGTLRTSLDP |  | SLEIYKKMFE |  | VKRREQLLAL |
| KNLAQLNDIH |  | QQYKILDVML |  | KGLFKVLEDS |  | RTVLTAADVL |  | PDGPFPQDEK |
| LKDAFSHVVE |  | NTAFFGDVVL |  | RFPRIVHYYF |  | DHNSNWNLLI |  | RWGISFCNQT |
| GVFNQGPHSP |  | ILSLMAQELG |  | ISEKDSNFQN |  | PFKIDRTEFI |  | PSTDPFQKAL |
| REEEKRRKKE |  | EKRKEIRKGP |  | RISRSQSEL  |  |            |  |            |

A: Аланін

C: Цистеїн

D: Аспарагінова кислота

E: Глутамінова кислота

F: Фенілаланін

G: Гліцин

H: Гістидин

I: Ізолейцин

K: Лізин

L: Лейцин

M: Метіонін

N: Аспарагін

P: Пролін

Q: Глутамін

R: Аргінін

S: Серин

T: Треонін

V: Валін

W: Триптофан

Секретований назовні.